# Joan Busquets i Vergés
Joan Busquets i Verges, també conegut com el Senzill, (Sant Gervasi de Cassoles, Barcelona, 25 de juliol de 1928) és un exsindicalista i exguerriller antifranquista català. Resident a Picauville, un poble de Normandia, el 2025 era el darrer maqui català supervivent.

## Biografia

### Primers anys
Fill d'un militant de la Confederació Nacional del Treball (CNT), pel 1944, amb sols 16 anys, va començar a treballar com a aprenent a la Hispano Suiza de Barcelona, on la CNT va organitzar una vaga. El 1947 va passar a França pel seu compte i risc, va treballar un temps com a minaire a Cransac i contactà amb el Moviment Llibertari Espanyol (MLE) a Tolosa de Llenguadoc. El 1948 es va integrar en el grup de maquis liderat per Marcel·lí Massana i Bancells. Va participar en diverses operacions, la més sonada el juny de 1949 amb 18 membres del grup va dinamitar unes quaranta torres d'alta tensió i un quilòmetre de vies fèrries al voltant de Terrassa.
Per la tardor de 1949 es va integrar en el grup Los Primos, liderat pels germans Gregorio i Saturnino Culebras Saiz i del que en formava part el seu amic Manuel Sabaté i Llopart (germà del Quico). El 4 de setembre de 1949 aquest grup, guiat per Ramon Vila Capdevila Caracremada, arribà a Barcelona. Joan Busquets va assistir a una reunió del grup al Clot i després marxà amb Josep Sabaté i Llopart a recuperar unes armes en una vila pròxima.
El 18 d'octubre de 1949, un dia després que fos assassinat Josep Sabaté, fou detingut amb tot el grup. Després de ser interrogat dues setmanes a la Prefectura Superior de Policia de Catalunya a la Via Laietana de Barcelona, el 16 de novembre fou tancat a la Presó Model de Barcelona i el 7 de desembre jutjat en consell de guerra amb els altres membres del grup. Fou condemnat a pena de mort, juntament amb Manuel Sabaté i Saturnino Culebras; la majoria dels altres membres del grup (Manuel Aced Ortell, José Conejos García i Gregorio Culebras Saiz) foren condemnats a 30 anys de presó, mentre que Miguel Acevedo Arias ho fou a 20 anys que després li van quedar 30 anys com els altres. Posteriorment, a Joan Busquets li fou commutada la pena capital per trenta anys de presó.

### Presó i exili
Fou enviat a complir la condemna a Sant Miquel dels Reis, d'on el 6 de febrer de 1956 intentà evadir-se amb Juan Gómez Casas, però en saltar el mur es va trencar una cama i fou capturat novament. El març de 1958 fou traslladat a l'hospital de la presó de Yeserías fins que el 29 de juny fou enviat a la presó de Carabanchel. Un mes més tard fou tornat a enviar a Sant Miquel dels Reis. El maig de 1965 fou transferit finalment a la penitenciaria de Burgos, on restà fins que fou alliberat el 18 d'octubre de 1969.
Un cop alliberat va anar a Madrid on contactà amb diversos companys que havia conegut a la presó i va conèixer Melchor Rodríguez García. Després tornà a Barcelona, on a causa de l'assetjament policial que patia decidí exiliar-se a França. Gràcies a les gestions de Josep Ester Borràs, que treballava a l'OFPRA, assolí l'estatut de refugiat polític. S'establí a Tolosa de Llenguadoc, on es va afiliar a la CNT i a les Joventuts Llibertàries. El 1974 es va traslladar a París, i després de la visita del rei Joan Carles I d'Espanya a França l'octubre de 1976, fou detingut i confinat a Normandia.
El 1977 va crear, amb Manuel Llatser Tomàs i Alicia Mur Sin, l'Associació de Presos Polítics del Franquisme a França, que va ser legalitzada el 31 d'octubre de 1990 i es va dissoldre el 1995. L'1 d'octubre de 2009 va escriure una carta a Josep Montilla Aguilera, President de la Generalitat de Catalunya, en què demanava una pensió per als maquis catalans que van combatre a Catalunya contra el franquisme. El 7 d'octubre de 2010 va participar amb uns 50 antics companys sindicalistes i maquis en l'ocupació del vestíbul del Memorial Democràtic de la Via Laietana per reivindicar un reconeixement jurídic i la rehabilitació dels maquis, acte patrocinat pel Centre d'Estudis Josep Ester i Borràs de Berga.
El juliol de 2024 va presentar una demanda administrativa, amb previsió de querellar-se contra l'Estat espanyol si no rep resposta favorable en sis mesos, per exigir l'anul·lació de la sentència dictada, que li va comportar 20 anys de presó. Així mateix, reclama una compensació econòmica d'1 milió d'euros com a víctima del franquisme, si bé la Llei de Memòria Democràtica d'Espanya aprovada el 2022 no preveu les indemnitzacions.

## Obres
- El Senzill. Guerrilla i presó d'un maqui (Berga, Centre d'Estudis Josep Ester Borràs, 2013)
- Veinte años de prisión: los anarquistas en las carceles de Franco (Ed. Fundación Anselmo Lorenzo, Madrid, 1998)